# Ресенска българска община
Ресенската българска община е гражданско-църковно сдружение на българите екзархисти в Ресен, Османската империя, съществувало до 1913 г., когато е закрита след Междусъюзническата война от новите сръбски власти.

## История
В Ресен още преди Руско-турската война е образувана българска община. В 1866 – 1867 година е отворено българско училище с учител Лазар Попянев от Велес, поддържан частно от ресенци. След него учители са Георги Бояджиев също от Велес и Захарий Чинтулов от Сливен.
След Руско-турската война Ресен брои 400 български семейства и 200 влашки, гърчеещи се, които чрез местната власт държат църквата и училищата. В юли 1880 година българската община в Ресен изпраща серия телеграми и писма до екзарх Йосиф I и чрез него до великия везир срещу гръцкия владика с настояване да ѝ се върне църквата, взета от гъркоманите. Екзархът на свой ред праща няколко такрира до Портата за ресенската църква, която е една от първите му грижи след завръщането му в Цариград. В 1882 година е извършен избор за българска община, който е утвърден от Екзархията. Неин председател е поп Ставре, а членове са Наум Димитров, Иван Стрезов, Таско Чокалев, Андрей Татарчев, Димитър Милошев, Тани Мильовик, Димитър Чокалев и Трайче Дорев.
Към 1903 година според Наум Темчев общината има около 240 къщи. Останалото християнско население, което се състои от 140 български семейства и 60-тина влашки се числи към гръцката община въ града.